# Грамофонна платівка
Грамофо́нна платівка (пластинка), вінілова платівка, (грамплатівка, грампластинка, вініл) — аналоговий носій звукових даних для відтворення на програвачі вінілових дисків (обертовому столі), де звук зберігається в рельєфі кругових доріжок диска у вигляді ви́гравійованої або відтиснутої спіральної борозенки, яка відповідає звуковим коливанням. Пересуваючись доріжкою, голка (звукознімач) тонарма грамофона вібрує, вібрація перетворюється на електричні сигнали, які підсилюються, і знову перетворюються — в звукові хвилі. Механічно створена канавка зазвичай починається ближче до периферії і закінчується біля центру (яблука) диска. Хоча на початках використовували й платівки, по яких голка рухалася від центру.
Вінілові платівки втрачають якість від подряпин або деформації, якщо їх зберігають або використовують неналежним чином, але якщо їх не піддавати впливу високої температури або механічних ушкоджень, вони мають потенціал, щоб слугувати протягом багатьох сотень чи тисяч програвань.
При прослуховуванні пошкодженої платівки, голка з потрібної борозенки може перестрибувати на сусідню через нерівності диска і його коливанні по висоті при обертанні, створюючи «переходи». А при прослуховуванні дуже «заїжджених» записів голка може знімати шуми: потріскування і клацання, — оскільки борозенки платівки поступово зношуються і запилюються, псується запис. Цікавим виходом з ситуації є лазерні програвачі вінілових пластинок.
З появою у 1980-х роках лазерних компакт-дисків вінілові платівки пішли в тінь. Любителів музики не завжди влаштовують їх великі розміри при невеликій тривалості відтворення, їх крихкість, пошкоджуваність і порівняно невисока якість звуку. Але тонкі поціновувачі продовжують вважати, що аналоговому звукові старомодних платівок властива особлива теплота, життєвість, що не передається цифровим записом. З відмовою від лазерних дисків популярність вінілових записів почала відновлюватися.

## Виготовлення
Це диск з синтетичних матеріалів, на поверхні якого розміщений спіральний рівчачо́к (доріжка) із записом звуку, що відтворюється за допомогою спеціалізованих пристроїв — грамофонів, електропрогравачів, тощо. Виробництво грамплатівок починається зі створення «майстрового» запису, котрий можна використовувати і для створення всіх інших носіїв, а грамплатівка, зазвичай, є додатковим — факультативним — носієм, перенесення його за допомогою рекордера на лакові диски, з яких гальванічним способом виготовляють металеві матриці для пресування грамплатівок з пластичних мас. Розмовна назва вініл походить від назви матеріалу, який масово використовують для виробництва платівок з 1930-х років — полівінілхлориду.

## Види платівок
Існують грамофонні платівки: монофонічні (з одним звуковим каналом на доріжці) — звичайні (звук з яких відтворюється з частотою обертання диска 78 об/хв, ширина звукової доріжки — 140 мкм) і довгограючі (45, 33 1/3, 16 об/хв при ширині звукової доріжки 55 мкм); стереофонічні (з двома звуковими каналами на доріжці) — тільки довгограючі. Міжнародними стандартами встановлені такі типи грамплатівок за діаметром: 17,5 см (до 6 хв звучання однієї сторони пластинки, «сингл»), 25 см (до 18 хв), 30 см (до 28 хв).

## Історія

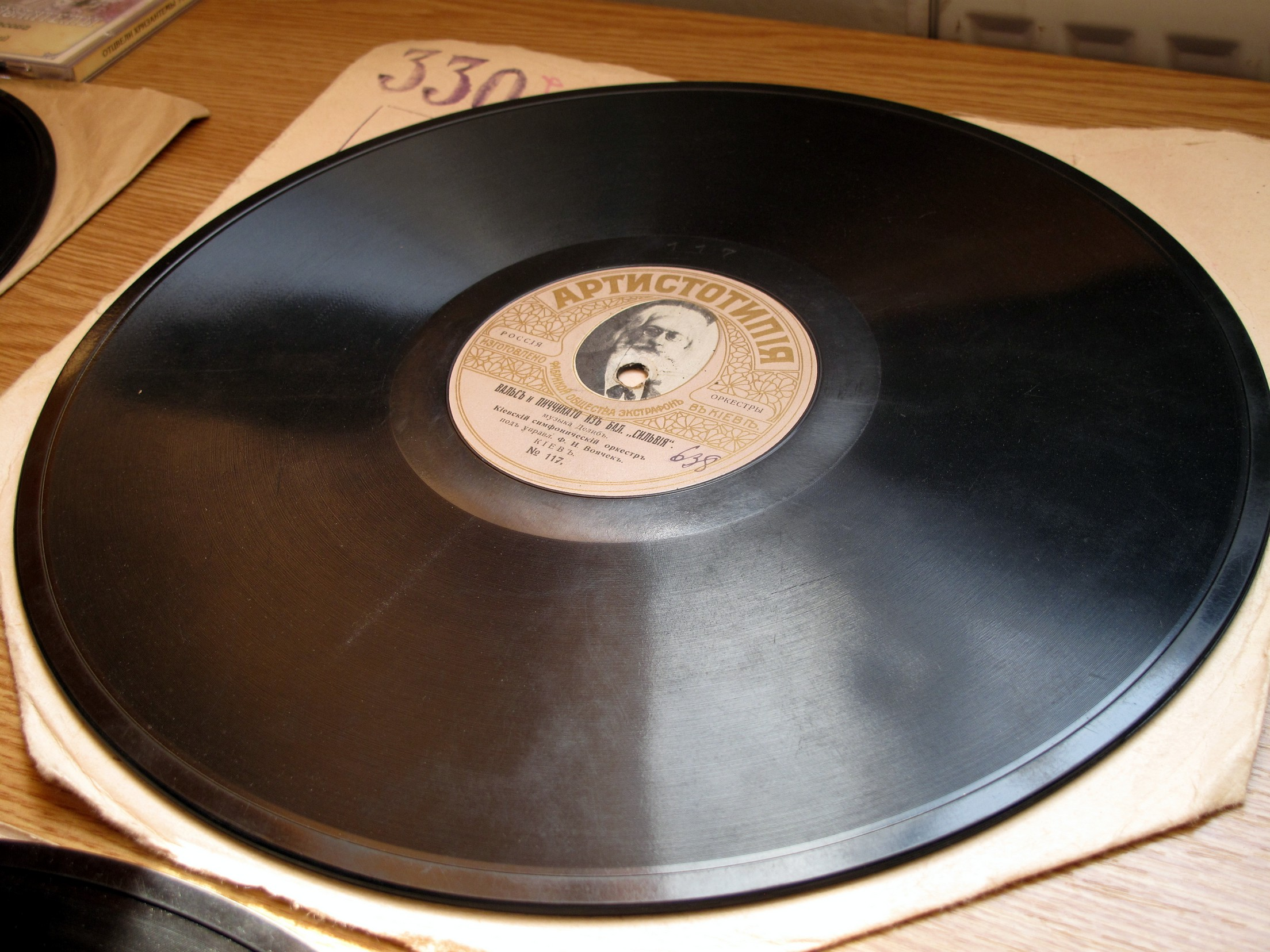
Одна з перших грамофонних платівок серії «Артистотипія»

Прообразом грамплатівки заведено вважати восковий циліндр — звуконосій фонографа Т. А. Едісона, на якому в грудні 1877 року була записана перша у світі фонограма. Проте пріоритет відкриття принципу механічного запису і відтворення звуку належить французькому поетові, музикантові, ученому Шарлю Кро (1842—1888), що представив 3 квітня 1877 року Французькій академії свою роботу «Процес запису і відтворення явищ, що сприймаються слухом».
У 1888 році німецький інженер Е. Берлінер (1851—1929), що працював в США, запропонував використовувати як носій звуку цинковий диск, вкритий тонким шаром воску, і апарат для відтворення звуку з цього диска — грамофон. Диск Берлінера дозволяв знімати з нього металеву копію — матрицю для масового виробництва грамплатівок шляхом штампування спочатку з целулоїду, ебоніту, каучуку, потім шелакових смол. Перша у світі грамплатівка, зроблена Берлінером, зберігається в Національному музеї США у Вашингтоні.
Наприкінці XIX століття у Камдені (США) відкрито першу у світі фабрику грамплатівок, що поклала початок найбільшому концерну грамплатівок «RCA Victor». Наприкінці XIX століття і на початку XX століття компанії і фірми по виробництву грамплатівок, грамофонів (патефонів) створюються в США — «Columbia», у Франції — «Pathé», у Великій Британії — «His Master's Voice», в Італії — «La voce del Padrone».

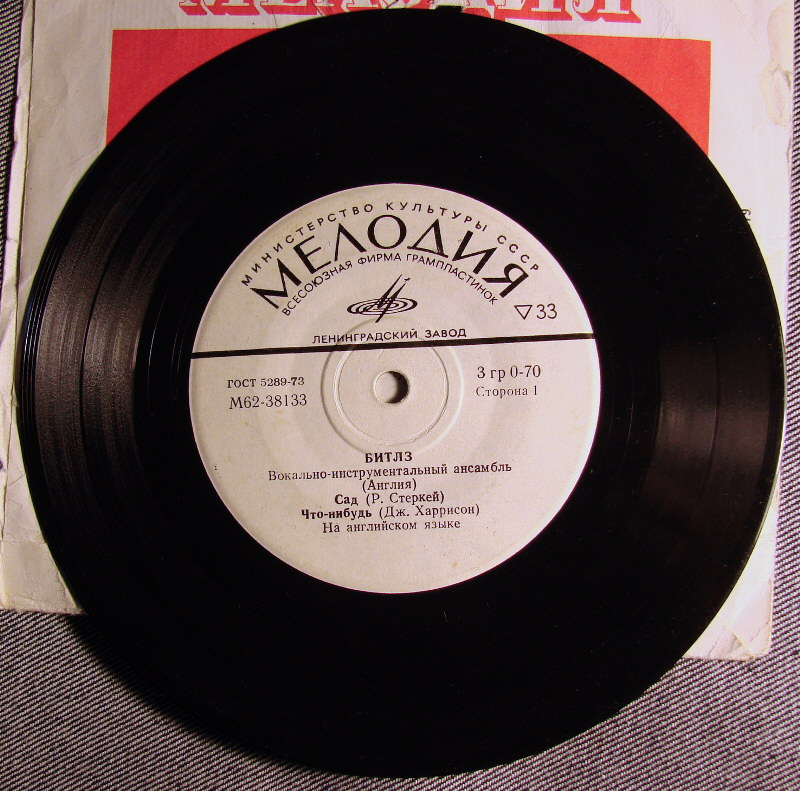
Грамплатівка з трьома піснями гурту The Beatles, яку випустила радянська фірма «Мелодія».

До початку XX століття у світі налічувалися близько 3 тис. найменувань грамплатівок загальним тиражем понад 4 млн екз. (до 1903 року випускалися тільки односторонні грамплатівки), головним чином із записами декламаційний-розмовного жанру, маршів, вальсів, пісень і романсів. Дуже незначну частину в репертуарі грамплатівок займала інструментальна музика — через технічну недосконалість запису. 1903 року з'явилися (вперше в США і Великій Британії) двосторонні диски. 1907 року в Парижі грамплатівки із записами видатних співаків Ф. Таманьо, Е. Карузо, А. Патті та ін. урочисто були поміщені в оцинковані герметичні футляри для збереження: футляри було вирішено розкрити через 100 років. Грамплатівка отримала широке розповсюдження в багатьох країнах світу. Швидкість обертання диска грамплатівок змінювалася від 90—100 об/хв до 76—80 об/хв, в 1925 році прийнятий стандарт — 78 об/хв.
У 1901—1902 була організована фабрика грамплатівок у Ризі, а в 1910 році почав роботу Апрелєвський завод грамплатівок під Москвою, який згодом став найбільшим підприємством із виробництва грамплатівок у СРСР.
Новий етап в історії грамплатівок почався наприкінці 20-х — початку 30-х рр., коли були винайдені апарати для електроакустичного запису й відтворення звуку, а також поліхлорвінілова маса для виготовлення грамплатівок, що дозволили значно поліпшити якість звучання грамзаписів. Якісно змінився і репертуар грамплатівок — значне місце в ньому посіли записи класичних творів симфонічної, камерної та оперної музики. У радянській продукції після націоналізації виробництва грамплатівок згідно з декретом РНК 1919 року, чільне місце займали також записи радянських політичних діячів та інша продукція ідеологічного спрямування.
У 1930-х роках платівки виготовляли з однією композицією на одному боці, й часто один концерт одного й того ж виконавця продавали комплектом платівок, часто в картонних коробках, а іноді в коробках, оздоблених шкірою. Зовні ці обгортки дуже нагадували фотоальбоми. Тому й комплекти платівок почали називати record albums (тобто «альбом із записами»).
Звичним і дешевим конвертом платівки був паперовий. Аби підсилити привабливість платівки (і підняти її ціну), зовнішній бік конверту почали художньо розробляти і всіляко оздоблювати. Для платівок, що видавались у Радянському Союзі, були, зокрема, конверти з такими художніми творами:

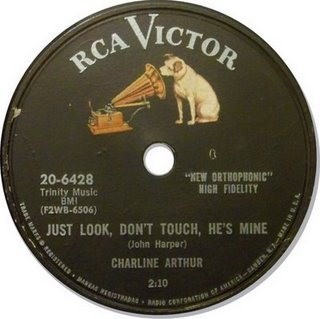
Етикетка пластинки RCA Victor 1956 року, маркування «New Orthophonic» (праворуч від центрального отвору) вказує на частотну корекцію за стандартом RIAA

- репродукція картини Бартоломе Кардуччі «Втеча Святої Родини в Єгипет» («Stabat Mater» Перголезі)
- репродукція картини Лукаса Кранаха Старшого «Мадонна під яблунею» («Ave Maria» Й.-С. Баха)
- Фрагмент гобелену XVII ст. «Сім вільних мистецтв», картон Корнеліса (лютнева музика XVI—XVII століть)
- репродукція картини нідерландського Майстра жіночих напівфігур (Камерна музика. Віртуози Риму)
- кольорові кахлі (Олексій Рибников, опера «Юнона та Авось»)
- фрагменти гравюр Дюрера (Давид Тухманов, «На хвилі моєї пам'яті») та інші.

Наприкінці 40-х рр. (вперше в 1948, США, фірма «Columbia») з'явилися довгограючі грамплатівки (призначені для електроакустичного відтворення за допомогою електропрогравачів, електрофонів, радіол), що дозволило набагато продовжити якісне звучання грамплатівок. У серпні 1952 року компанія RCA Victor випустила перші серійні пластинки, записані з частотною корекцією (яку використовують і донині) зі значно розширеною смугою записаних частот (від 50 до 16 000 Гц), кращим відтворенням тембру звуку, динамічним діапазоном запису (до 50—57 дБ), рівнем шумів. З появою довготривалих грамплатівок, так званих LP (від англ. Long Play) стали скорочуватися тиражі звичайних і наприкінці 1960-х рр. їх масовий випуск був припинений.
У 1957—1958 роках у США і потім в інших країнах почався випуск стереофонічних грамплатівок, таких, що дали змогу  отримати при відтворенні близьке до натурального об'ємне звучання, а наприкінці 1960-х рр. — платівок, з яких можна відтворювати записи як в монофонічному, так і в стереофонічному варіантах.
У 1962 році у Франції були випущені перші так звані гнучкі грамплатівки, які стали використовувати як звукові ілюстрації в різного роду виданнях і зумовили появу «звукових» журналів.
У кінці XX століття випуск грамплатівок істотно скоротився. Вони стали рідкістю, будучи витисненими компакт-дисками і аудіокасетами, проте продовжують випускатися для аудіофілів, колекціонерів і диск-жокеїв (DJ).

## Грамплатівки в СРСР
Масовий випуск грамплатівок в СРСР почався в 1930-ті — 1940-ві рр. (у 1940 році було видано понад 55 млн грамплатівок), з 1952 року стали випускатися довготривалі грамплатівки, з 1962-го — стереофонічні, з 1964-го — гнучкі (з 1965-го — звуковий журнал «Кругозір», з 1968-го — «Колобок»), з 1969-го — стерео-монофонічні. 1964 року було засновано фірму «Мелодія».

## Грамплатівки в Україні
Вважається, що перші грамплатівки зі співом українською мовою випустила фірма «Еміль Берлінер» 1899 року в Лондоні. Записи зроблено під час гастролей російського хору С. Медвєдєвої, диригент — С. Медвєдєва. Один запис, 15 березня 1899 року, номер у каталозі 11017 (1616), мав назву «Чорні хмари», імовірно, це був дует Оксани і Андрія з опери «Запорожець за Дунаєм», інша платівка 13 березня 1899 року — пісня «Сонце низенько» (номер у каталозі 11003 (1589), виконує М. Рубін), 16 та 17 березня 1899 року цей же хор записав кілька платівок з українськими піснями (названі малоросійськими), зокрема, номери у каталозі:
- 11004 (1629, Godfather caught)
- 11005 (1628, «Там у лузі береза стояла»)
- 11008 (1633, «Гречаники»)
- 11009 (1632)
- 11010 (1627, Original matrix: Gramophone Co. #1627)
- 11036 (1652, Hey you uhlans)
- 11038 (1650, «Дядько»)
- 11039 (1655, Chichuna)
- 11049 (1812, «Засвистали козаченьки»).

На теперішній час ці записи невідомі. 1900 року «Еміль Берлінер» записав ще сім українських платівок. У Львові у 1904—1905 роках зроблено записи українських пісень у виконанні Г. А. Крушельницької, а у 1909 році — Ф. М. Лопатинської.
У 1908—1909 роках Лесею Українкою була організована етнографічна експедиція по Лівобережжю, до складу якої увійшли Ф. М. Колесса, О. Г. Сластіон та О. І. Бородай. Під час експедиції зроблені записи на фонограф пісень та дум у виконанні народних кобзарів. До 100-річчя Лесі Українки у 1971 році ці записи були відреставровані та випущені у вигляді платівки «Леся Українка з думою і піснею народа», на якій є й голос самої поетеси.
У Києві у 1909—1911 роках працювала студія звукозапису «Інтернаціональ Екстра-Рекорд», серед перших записів якої (липень 1909 року) був П. І. Цесевич, імовірно й інші українські виконавці (каталоги студії не збереглися). Особливо цікаві 11 записів сопрано О. Д. Петляш у фортепіанному супроводі М. В. Лисенка. Три платівки з цієї серії були знайдені та нині знаходяться у фондах будинку-музею М. В. Лисенка, на них записані пісні «Гандзя» — «Лугом іду, коня веду», «Віють вітри» — «Карі очі» та «Ой казала мені мати» — «Не вернувся з походу». У Києві працювала тільки студія, а виготовлялися ці платівки в Берліні.
З 1911 року в Києві працювала фірма грамзапису «Екстрафон», яка вперше на території України почала виготовляти грамплатівки на місці. Першими українськими платівками, виготовленими в Києві були записи хору М. А. Надєждинського з піснями «Гуляв чумак на риночку», «Ой, летіла горлиця», «Ой, ходила дівчина», «Закувала та сива зозуля» та іншими, усього 7 пісень; тенору І. Є. Гриценко — «Сонце низенько», «У гаю, гаю» на слова Т. Г. Шевченка, « Дивлюсь я на небо» та інші, усього 6 пісень; також 6 пісень О. Д. Петляш. Ці записи були зроблені  раніше на студії «Інтернаціональ Екстра-Рекорд». 1912 року «Екстрафон» випустив 10 українських пісень у виконанні хору Я. А. Шкредковського та Н. Нємчинова, 11 — у виконанні квартету Б. П. Гірняка; у 1914 році, до ювілею Т. Г. Шевченка — платівки з піснями на слова поета у виконанні Цесевича, Гриценка, Карлашова, Петляш та хору Надєждинського. Записані були такі твори, як «Реве та стогне Дніпр широкий…», «І широку долину…», «Якби мені черевички», «Огні горять, музика грає», «Тече вода в синє море», «Минали літа молодії».
У перші роки радянської влади індустрія дореволюційного грамзапису була знищена, а залишки обладнання та сировини були звезені до Москви, де їх використовували головним чином для записів агітаційних промов вождів революції й їхніх соратників. Між тим ще до початку 1930-х радянська влада продовжувала випускати грамплатівки із записами кобзарів, а в середині 1930-х — Державної зразкової капели бандуристів.

## Цікаві факти
- В СРСР за нестачі грамплатівок з популярною музикою був налагоджений запис гнучких платівок на доступному матеріалі — рентгенівській плівці. Такі записи отримали назву «на ребрах», оскільки матеріалом часто слугували відпрацьовані рентгенівські знімки[9].
- Японська фірма «Вестакс» виготовляє для продажу пристрої для домашнього звукозапису на вінілові диски. Звук можна брати від будь-якого джерела (мікрофона, мікшера, магнітофона, програвача, комп'ютера). Запис проводиться сапфіровою голкою на чистому вініловому диску (вартість такого чистого диска становить близько 14 американських доларів)[10]. Термін служби голки — 20 годин, а її ціна — 340 доларів при ціні звукозаписувального пристрою понад 8 тисяч доларів[10].